# إيف بابيتز
إيف بابيتز (بالإنجليزية: Eve Babitz)‏ (مواليد 1943 - 2021)، هي كاتبة روائية أمريكية وهي ابنة الموسيقار الأمريكي سول بابيتز، وخريجة مدرسة هوليوود للفنون.
عُرفت بالعديد من المغامرات والأفكار التي أسهمت في إصدارها لـ7 كتب مختلفة تناولت علاقتها مع مشاهير الوسط الثقافي في مدنية لوس أنجلوس الأمريكية.

## من مؤلفاتها
- رواية: «إيف بابيتز والتاريخ السري لمدينة لوس أنجلوس» Eve Babitz and the Secret History of L.A"

## وصلات خارجية
- إيف بابيتز على موقع IMDb (الإنجليزية)
- إيف بابيتز على موقع ميوزك برينز (الإنجليزية)